# الجمهورية الألبية
الجمهورية الألبية كانت جمهورية عميلة للفرنسيين في شمال إيطاليا استمرت بين عامي 1797-1802.